# Bohdan Chmielnicki (film 1941)
Bohdan Chmielnicki – film historyczny produkcji radzieckiej z 1941 roku w reżyserii Igora Sawczenki.

## Fabuła
Rok 1648. Lud Ukrainy masowo przybywa na Sicz, gdzie pod rozkazami zbuntowanego Bohdana Chmielnickiego pragnie walczyć o zrzucenie jarzma „polskich panów”. Jednocześnie z Korony, nadciąga polska ekspedycja karna, która zostaje rozbita w bitwach nad Żółtymi Wodami i pod Korsuniem. W wojenny wątek filmu wpleciony jest motyw dyplomatycznych starań Chmielnickiego, który poszukując protektora swego ludu w walce z Rzecząpospolitą oddaje Ukrainę Moskwie.

## O filmie
Film ukazuje powstanie Chmielnickiego z 1648 roku z perspektywy propagandy radzieckiej. Za podstawę scenariusza posłużyła sztuka Aleksandra Korejczuka z 1938 roku, za którą autor w 1941 otrzymał Nagrodę Stalinowską I st. Sam film tę samą nagrodę otrzymał rok później (reżyser, operator i odtwórca głównej roli). W 2007 roku powstała nowa wersja filmu zatytułowana Bogdan Zinowij Chmielnickij wyprodukowana przez to samo ukraińskie studio filmowe.

## Główne role
- Nikołaj Mordwinow – Chmielnicki
- Garen Żukowska – Helena Czaplińska
- Nikita Ilczenko – płk Krzywonos
- Boris Biezgin – płk Iwan Bohun
- Andriej Iwanczenko – płk Opanas
- Dmitrij Milutenko – hetman Mikołaj Potocki
- Heinrich Grajf – Stefan Potocki
- Hans Klering – pan Czapliński
- Konstanty Muchutdinow – Tuhaj-bej
- Michaił Żarow – diak Gawriłło
- Witalij Policejmako – pisarz pułkowy Lizogub